# Formosa (Argentina)
Formosa è una città dell'Argentina settentrionale, capitale dell'omonima provincia. Sorge sulle rive del fiume Paraguay, a circa 1.200 km da Buenos Aires. Ha una popolazione di oltre 220.000 abitanti.
Formosa è il principale centro economico, industriale, commerciale, politico e culturale della sua provincia.

## Geografia
Formosa è situata lungo la sponda sinistra del fiume Paraguay, che segna il confine tra Argentina e Paraguay. La città è situata a 1137 km a nord della capitale Buenos Aires.

### Clima
Il clima è umido subtropicale, con temperature medie fra i 22 °C e i 33 °C in estate e fra i 12 °C e i 23 °C in inverno. Formosa non ha una stagione secca.

## Toponimia
Il nome della città e della provincia derivano dall'antico termine spagnolo fermosa (attualmente hermosa) che significa "bella".

## Storia
In origine queste terre erano abitate esclusivamente dagli indigeni toba e wichí. L'8 aprile 1879, il comandante Luis Jorge Fontana fondò l'insediamento che sarebbe diventato il capoluogo del Territorio Nazionale di Formosa dal 1884 al 15 giugno del 1955, quando ottenne lo status di provincia.

## Monumenti e luoghi d'interesse
- Cattedrale di Nostra Signora del Carmine

## Società

### Religione
La città è sede della diocesi di Formosa, istituita l'11 febbraio 1957 e suffraganea dell'arcidiocesi di Resistencia.

## Cultura

### Istruzione

#### Musei
Formosa è sede delle seguenti istituzioni museali:
- Museo Storico Regionale Juan Pablo Duffard
- Museo Ferroviario

#### Università
La città è sede dal 1988 dell'Università Nazionale di Formosa.

### Letteratura
Formosa è menzionata nel romanzo In viaggio con la zia, di Graham Greene.

## Infrastrutture e trasporti

### Strade
Formosa è attraversata dalla strada nazionale 11, che da Rosario giunge sino alla frontiera con il Paraguay. Nella parte nord della città inizia il percorso della RN 81, che dopo aver attraversato in senso est-ovest la provincia di Formosa s'interseca con la RN 34 nella limitrofa provincia di Salta.

### Aeroporti
La città è servita dall'aeroporto El Pucú (codice FMA), 7 km a sud della città, con voli regolari su Buenos Aires.

### Porti
Il porto di Formosa, situato lungo il corso del Paraguay, è uno dei principali canali d'esportazione per i prodotti della manifattura locale verso il Río de la Plata e l'estero. Numerose lance effettuano un servizio di trasporto passeggeri verso la cittadina paraguaiana di Alberdi, situata lungo la riva opposta del fiume. 

## Sport
Le principali società sportive di Formosa sono il Club Sportivo Patria, il Club Sportivo General San Martín e il Club Sol de América.
Il principale impianto sportivo della città è lo stadio Antonio Romero, di proprietà della Liga Formoseña de Fútbol. Oltre ad ospitare le partite interne di alcune squadre locali, funge da terreno di gioco per formazioni di altre città per le gare della Copa Argentina.